# Nasser Jumaa
Nasser Jumaa (Arabic:ناصر جمعة) (sinh ngày 24 tháng 9 năm 1988) là một cầu thủ bóng đá người Các Tiểu vương quốc Ả Rập Thống nhất thi đấu ở UAE First Division League cho Al-Arabi.